# Renáta Hiráková
Renáta Hiráková (Košice, 27 maggio 1971) è un'ex cestista slovacca, fino al 1992 cecoslovacca.

## Carriera
Con la Cecoslovacchia ha disputato i Campionati mondiali del 1990 e i Giochi olimpici di Barcellona 1992.
Con la Slovacchia ha disputato i Giochi olimpici di Sydney 2000, due edizioni dei Campionati mondiali (1994, 1998) e cinque dei Campionati europei (1993, 1995, 1997, 2001, 2003).